# Історія трамваю
Історія трамвая — створення і розвиток пасажирської міської наземної залізниці — розпочалася на початку XIX століття і поділяється на кілька дискретних періодів.

## Перші трамваї

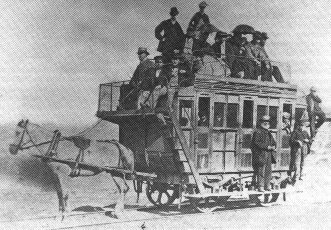
Вельська залізниця Свонсі і Мамблза керувала першим трамваєм, 1807 рік

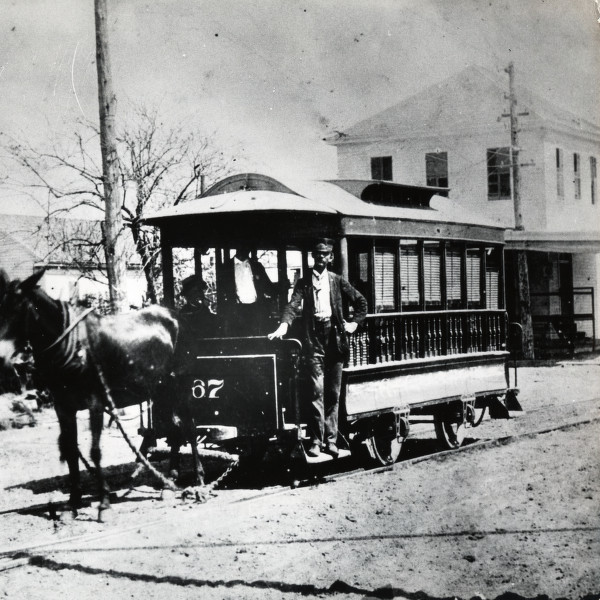
Трамвай у Х'юстоні, США, 1870-ті

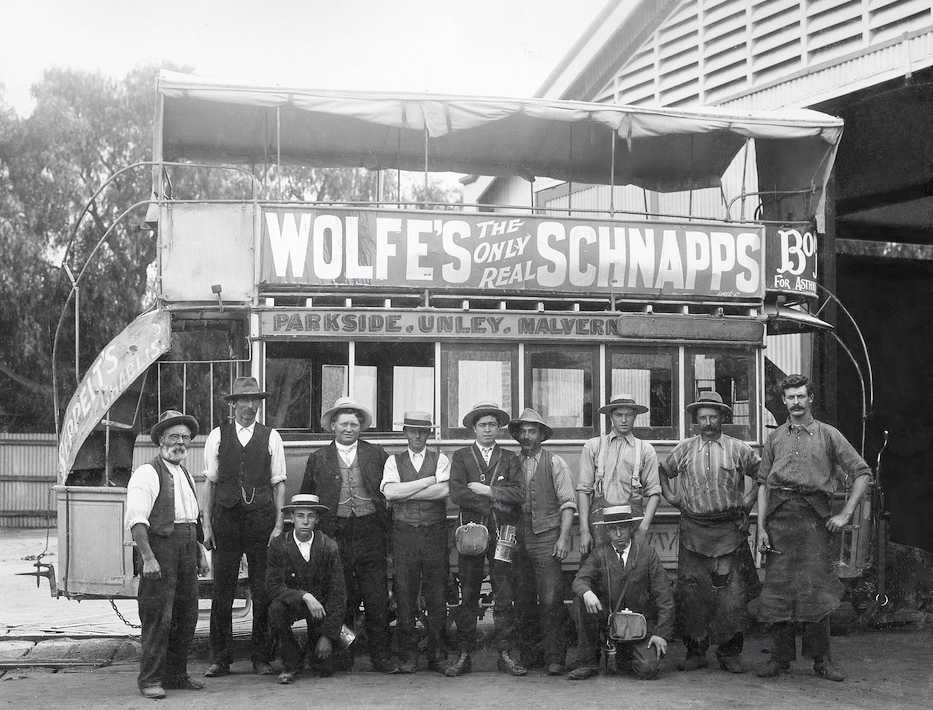
Трамвай в Аделаїді, Південна Австралія, і працівники депо, близько 1910 року

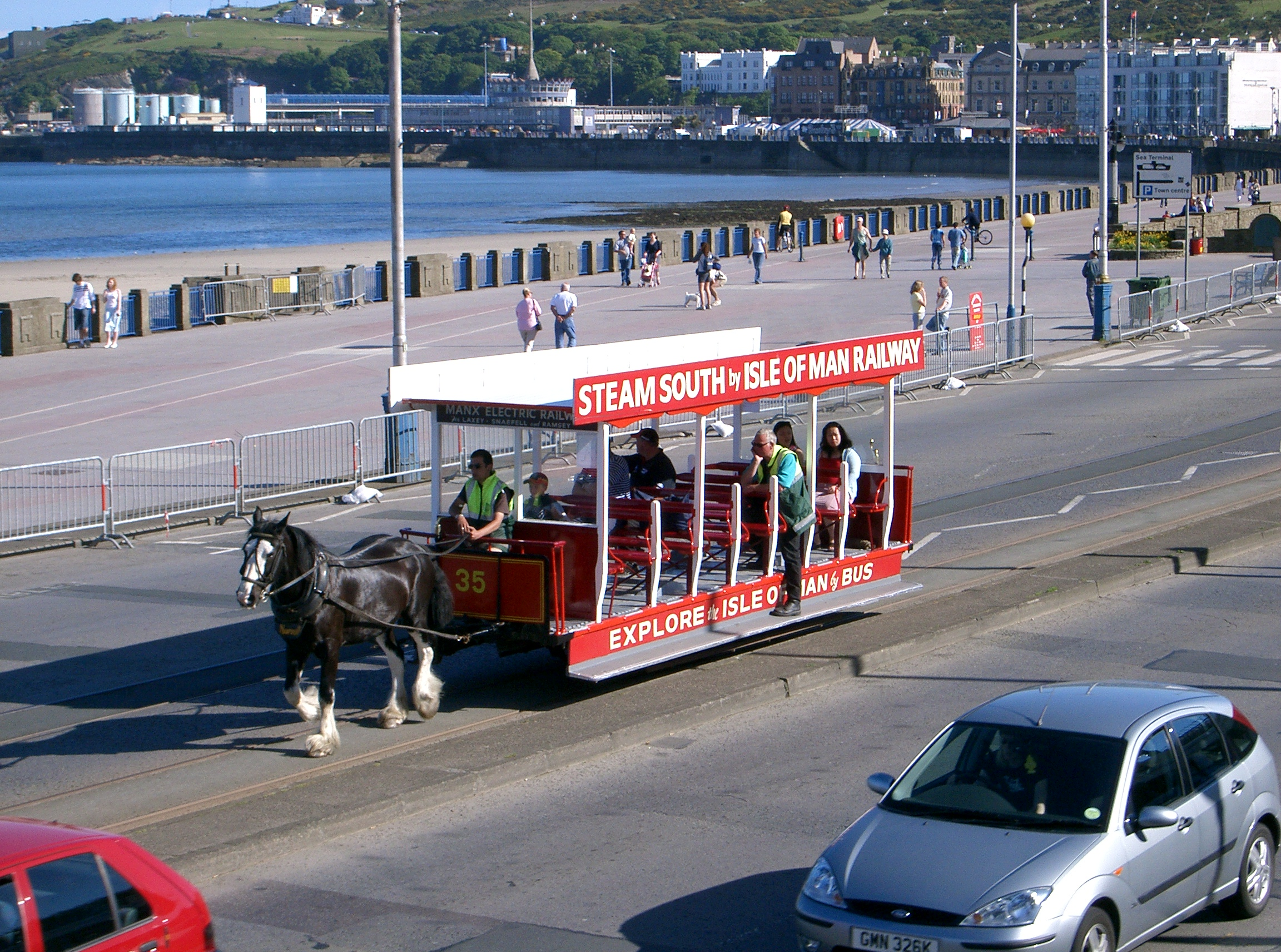
Кінний трамвай Дуглас-Бей у місті Дуглас, острів Мен, ще працював станом на 2017 рік

Перший у світі пасажирський трамвай з'явився у Вельсі, Велика Британія. Закон про залізницю прийнятий парламентом Великої Британії в 1804 році. Перший пасажирський трамвай, запряжений конями, запрацював у 1807 році. Трамвай приводився у рух парою з 1877 року, а з 1929 року — електрикою.
У 1860 році Беркенгед на півострові Віррал став першим містом в Європі, яке експлуатувало вуличний трамвай. Його започаткував американець Джордж Френсіс. Шлях трамвая проклали від порома Вудсайд до головного входу до парку Біркенхед. Він працював на кінній тязі. 4 лютого 1901 року Birkenhead Corporation Tramways, якій належала мережа, розпочала роботу з розширення лінії: спочатку до Нового порому, а пізніше навколо міста. Маршрут закрився 17 липня 1937 року.
Перший трамвай в Америці був розроблений Джоном Стефенсоном та почав обслуговуватися в 1832 році. Це була лінія Четвертої авеню Нью-Йорка та Гарлема, яка пролягала вздовж Бауері та Четвертої авеню в Нью-Йорку. Ці трамваї були призначені для перевезення коней, а іноді й мулів. Рідко возили інших тварин, а людей лише за надзвичайних обставин. У 1835 році у місті Новий Орлеан, штат Луїзіана, почала працювати найстаріша система вуличних залізниць.
Перший трамвай у континентальній Європі відкрився у Франції у 1839 році між Монбрісоном та Монтроном. Залізниця мала дозвіл на парову тягу, але повністю працювала із кінною. У 1848 році вона була закрита. Трамвайні лінії розвивались у численних містах Європи (одні з найширших систем були знайдені в Берліні, Будапешті, Бірмінгемі, Ленінграді, Лісабоні, Лондоні, Манчестері та Парижі).
Перший трамвай у Південній Америці відкрився в 1858 році в Сантьяго, Чилі. Перші трамваї в Австралії відкрилися в 1860 році в Сіднеї. Перше трамвайне сполучення Африки розпочалося в Олександрії 8 січня 1863 року. Перші трамваї в Азії відкрилися в 1869 році в Батавії (нині Джакарта), Нідерландах, Східній Індії (нині Індонезія).
Проблеми включали той факт, що будь-яка тварина могла працювати певний час у певний день, її потрібно було розміщувати, доглядати, годувати та доглядати щодня. Типовий кінь тягнув трамвай близько десятка миль на день і працював протягом чотирьох-п'яти годин, потрібно було десять і більше коней у стійлі для кожного трамвая.
Кінні вагони були значною мірою замінені електричними трамваями Франком Дж. Спраг. Його тролейбусний стовп використовував колесо для руху вздовж дроту. Наприкінці 1887 року та на початку 1888 року, використовуючи свою систему, Спраг встановив першу успішну велику електричну вуличну залізничну систему в Ричмонді, штат Вірджинія. За рік економія електроенергії замінила більш дорогі машини у багатьох містах. До 1889 року на декількох континентах було розпочато або заплановано 110 електричних залізниць.
Коней продовжували використовувати і в XX столітті. Нью-Йорк регулярно їздив верхи на Блікер-стріт-лінії до його закриття в 1917 році. У Піттсбургу лінія Сара-Стріт проводилась у рух кіньми до 1923 року. Останні регулярні вантажні трамваї, запряжені мулами, їздили в Салфур-Рок, штат Арканзас, до 1926 року та були відзначені американською поштовою маркою, випущеною в 1983 році. Останній трамвай з мулами в Мехіко припинив роботу в 1932 році, а трамвай з мулами в місті Селая, Мексика, проіснував до 1954 року. Останній кінний трамвай, який зняли з державної служби у Великій Британії, доставив пасажирів від залізничного вокзалу Фінтона до розв'язки Фінтона за одну милю від нього на головній залізниці Омах до залізниці Енніскіллен у Північній Ірландії. Останню подорож трамвай здійснив 30 вересня 1957 року, коли лінія Ома — Енніскіллен закрилася. Зараз фургон перебуває в Ольстерському музеї народного транспорту.
Кінні трамваї все ще курсують на Дуглас-Бей, на острові Мен і в Аделаїді, Південна Австралія.

## Механічні трамваї

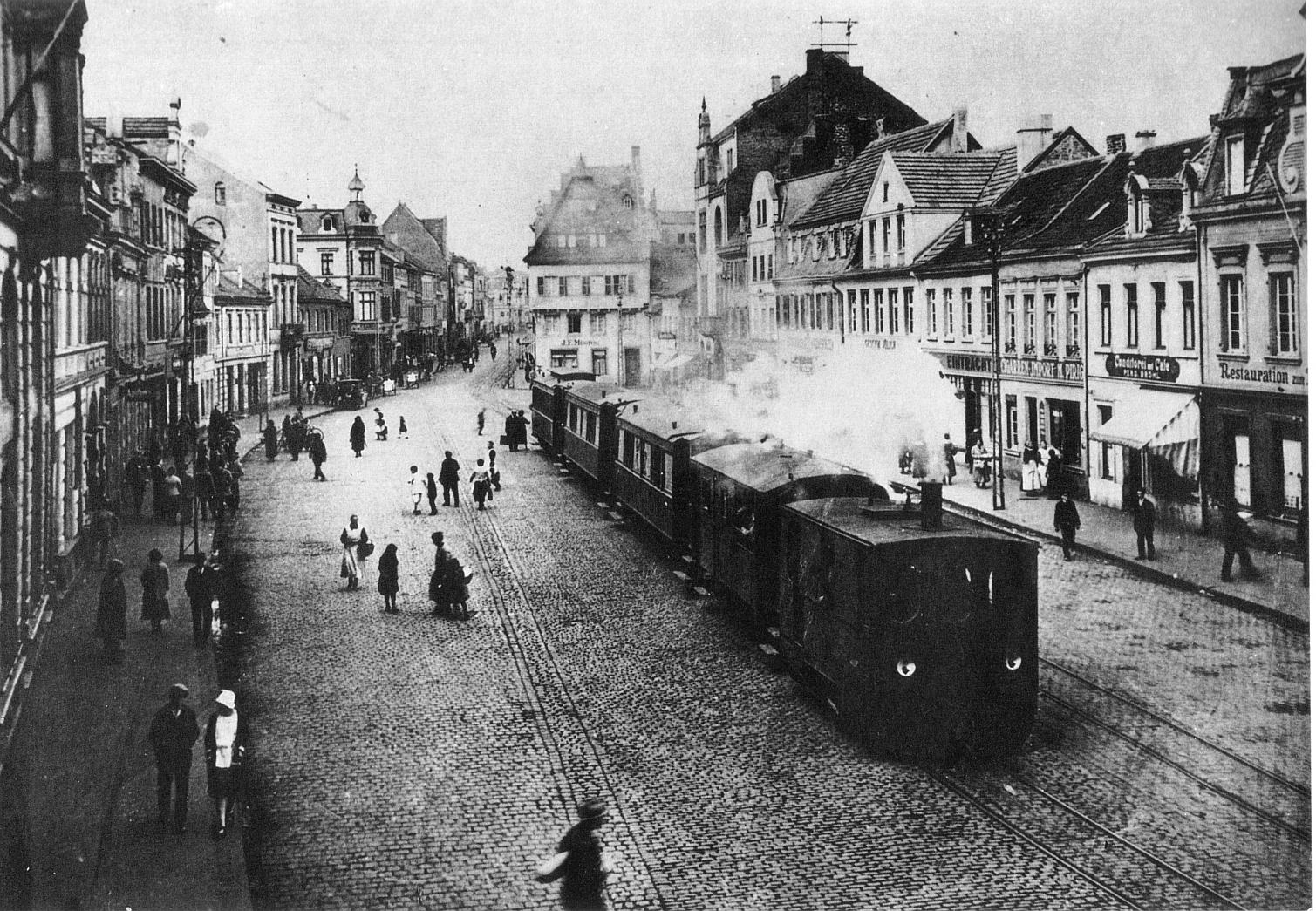
Німецький паровий трамвайний двигун від залізниці Кельн-Бонн, що тягнув поїзд через ринок Брюля, близько 1900 року

Перші механічні трамваї працювали на пару. Було два типи парового трамвая. Перший і найпоширеніший мав невеликий паровоз (у Великій Британії його називали трамвайним двигуном) на чолі лінії одного або декількох вагонів, подібних до невеликого поїзда. Системи з такими паровими трамваями були у Крайстчерчі, Нова Зеландія; Аделаїді, Південна Австралія; Сіднеї, Австралія; інших міських системах у Новому Південному Уельсі; Мюнхені, Німеччина (з серпня 1883 року), Британській Індії (Пакистан) (з 1885 року) і паровий трамвай Дублін і Блессінгтон (з 1888 року) в Ірландії. Парові трамваї також використовувались на приміських трамвайних лініях навколо Мілана та Падуї; останній трамвайний шлях Гамба де Легн («Peg-Leg») курсував по маршруту Мілан — Маджента — Кастано-Примо наприкінці 1958 року.
Інший тип парового трамвая мав парову машину в кузові трамвая, іменовану як трамвайний двигун (Велика Британія) або паровий манекен (США). Найпомітніша система таких трамваїв була в Парижі. Парові трамваї французького дизайну також працювали в Рокгемптоні, в австралійському штаті Квінсленд між 1909 і 1939 роками. У Стокгольмі, Швеція, між 1887 і 1901 роками на острові Сьодермальм була лінія парового трамвая.
Трамвайні двигуни зазвичай мали модифікації, щоб зробити їх придатними для вуличного руху в житлових районах. Колеса та інші рухомі частини машин, як правило, були закриті з міркувань безпеки та для того, щоб зробити двигуни тихішими. Часто вживали заходів, щоб запобігти викиду видимого диму або пари. Двигуни використовували кокс, а не вугілля як паливо, щоб уникнути виділення диму; конденсатори або пароперегрівники використовувались, щоб уникнути виділення видимої пари. Основним недоліком цього стилю трамвая був обмежений простір для двигуна, так що ці трамваї були недостатньо потужними. Парові трамвайні двигуни приблизно з 1890-х до 1900-х років були замінені електричними.

## Канатні дороги

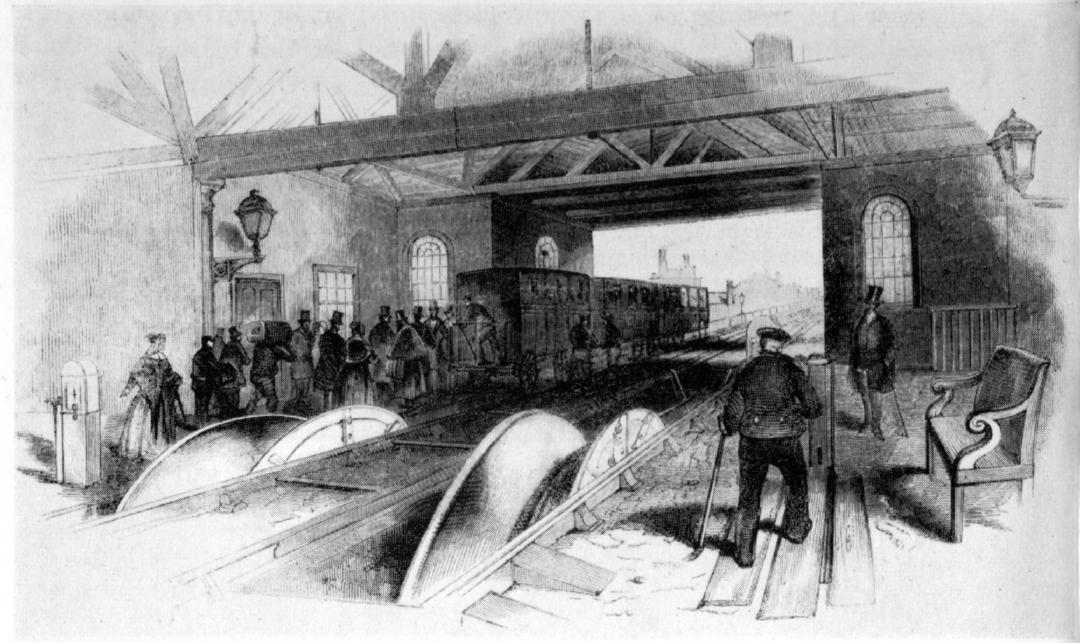
Намотування барабанів на Лондонській та Блекволльській канатних дорогах, 1840 рік

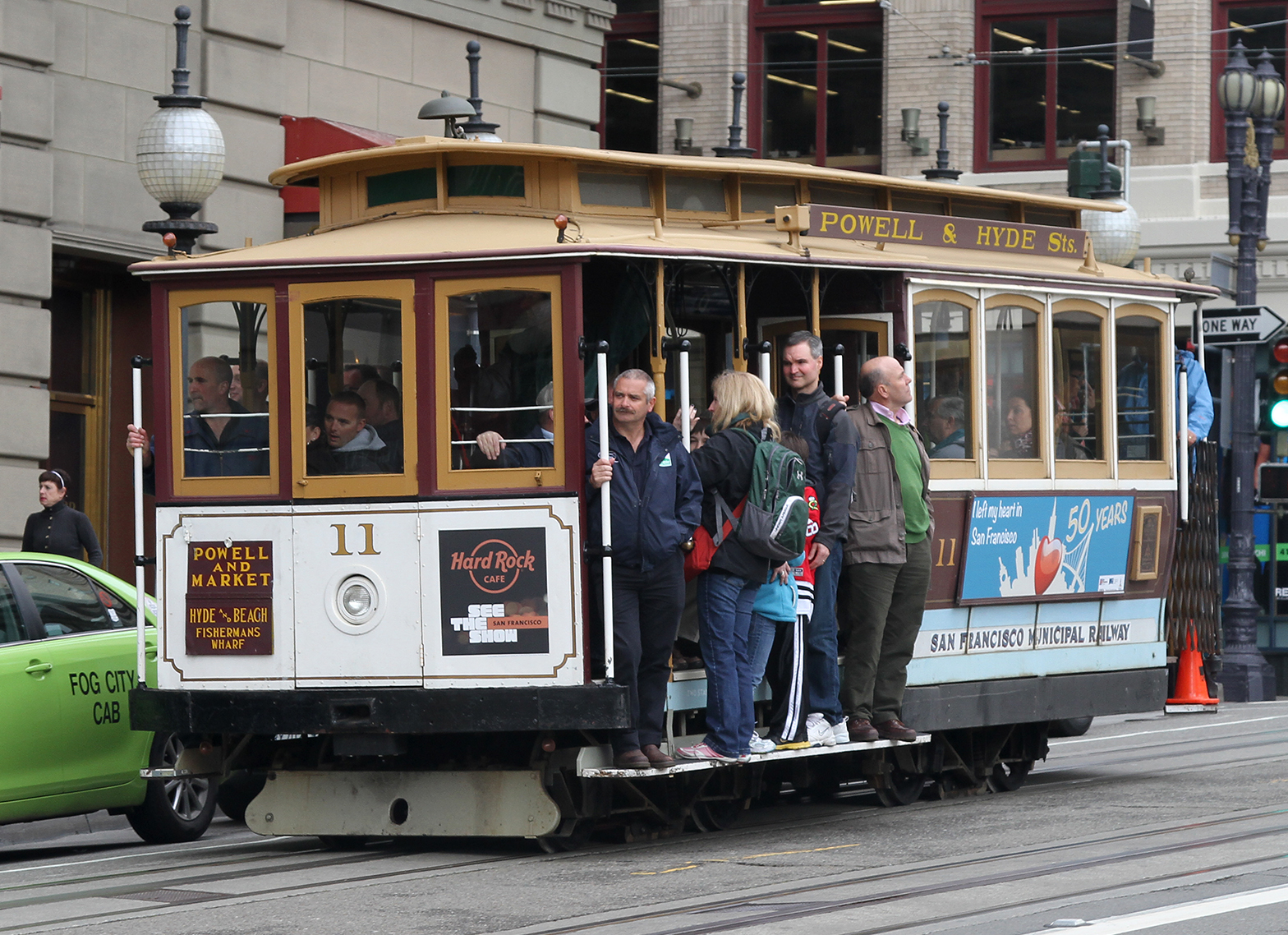
Канатна дорога Сан-Франциско кабельна система, яка все ще функціонувала

Ще однією рушійною системою руху трамваїв була канатна дорога: вздовж нерухомої колії пересували трамвай рухомим сталевим тросом. Потужність для переміщення кабелю зазвичай забезпечувалась на «електростанції» на відстані від місця фактичного перебування трамвая. Лондонська та Блекволська залізниця, яка відкрилася для пасажирів у Східному Лондоні, Англія, в 1840 році, використовувала таку систему.
Перша лінія канатної дороги була випробувана в Сан-Франциско в 1873 році. Другим містом, в якому працювали кабельні трамваї, був Данідін, Нова Зеландія, з 1881 по 1957 рік.
Найширша кабельна система в США була побудована в Чикаго між 1882 і 1906 роками. У Нью-Йорку розробили щонайменше сім канатних доріг. У Лос-Анджелесі було кілька канатних доріг, включаючи Канатну залізницю Другої вулиці, яка працювала з 1885 по 1889 роки, і Кабельну залізницю Темпл Стріт, яка працювала з 1886 по 1898 рік.

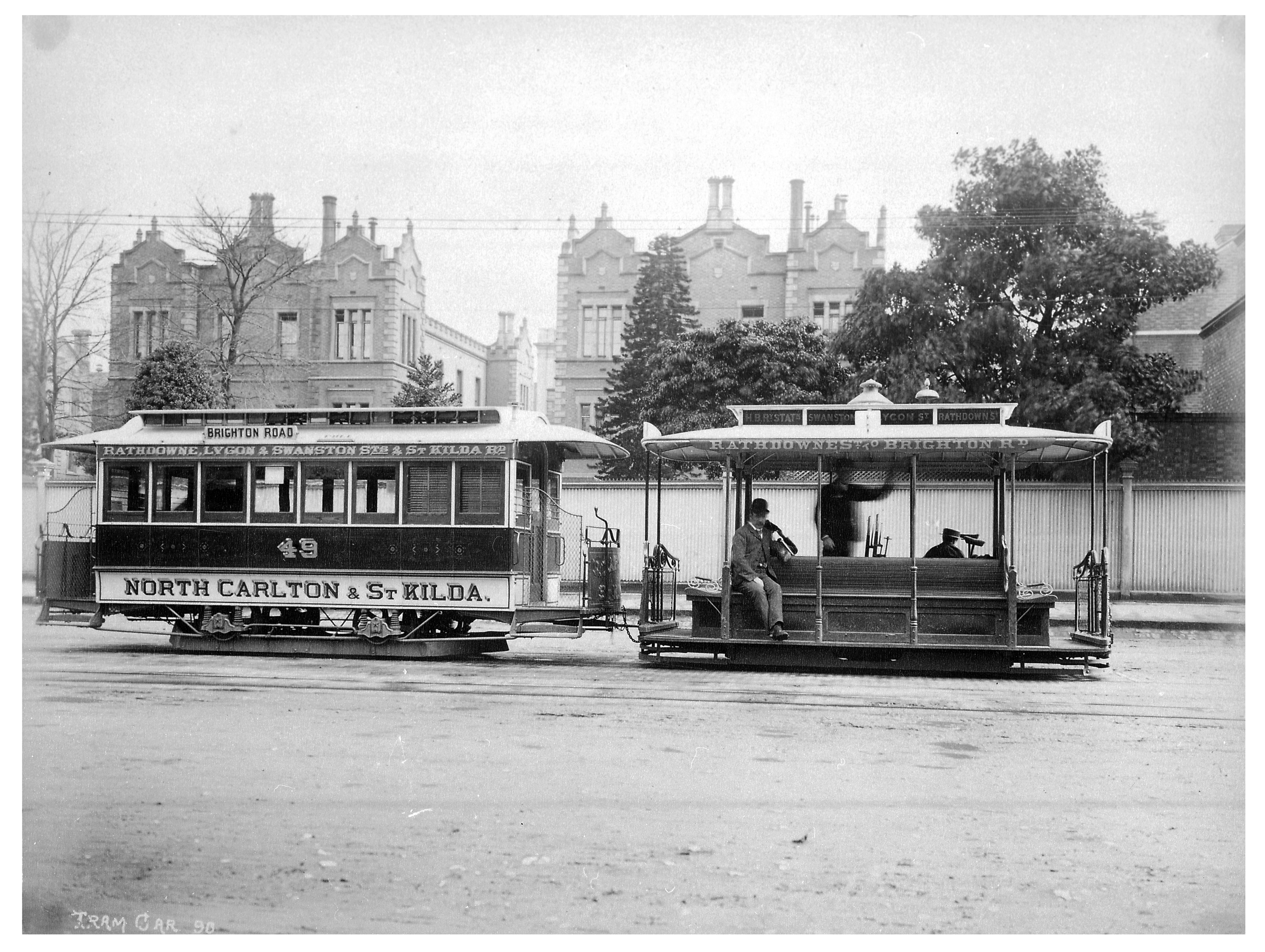
Манекен кабельного трамвая та причіп на лінії Сент-Кілда в Мельбурні в 1905 році

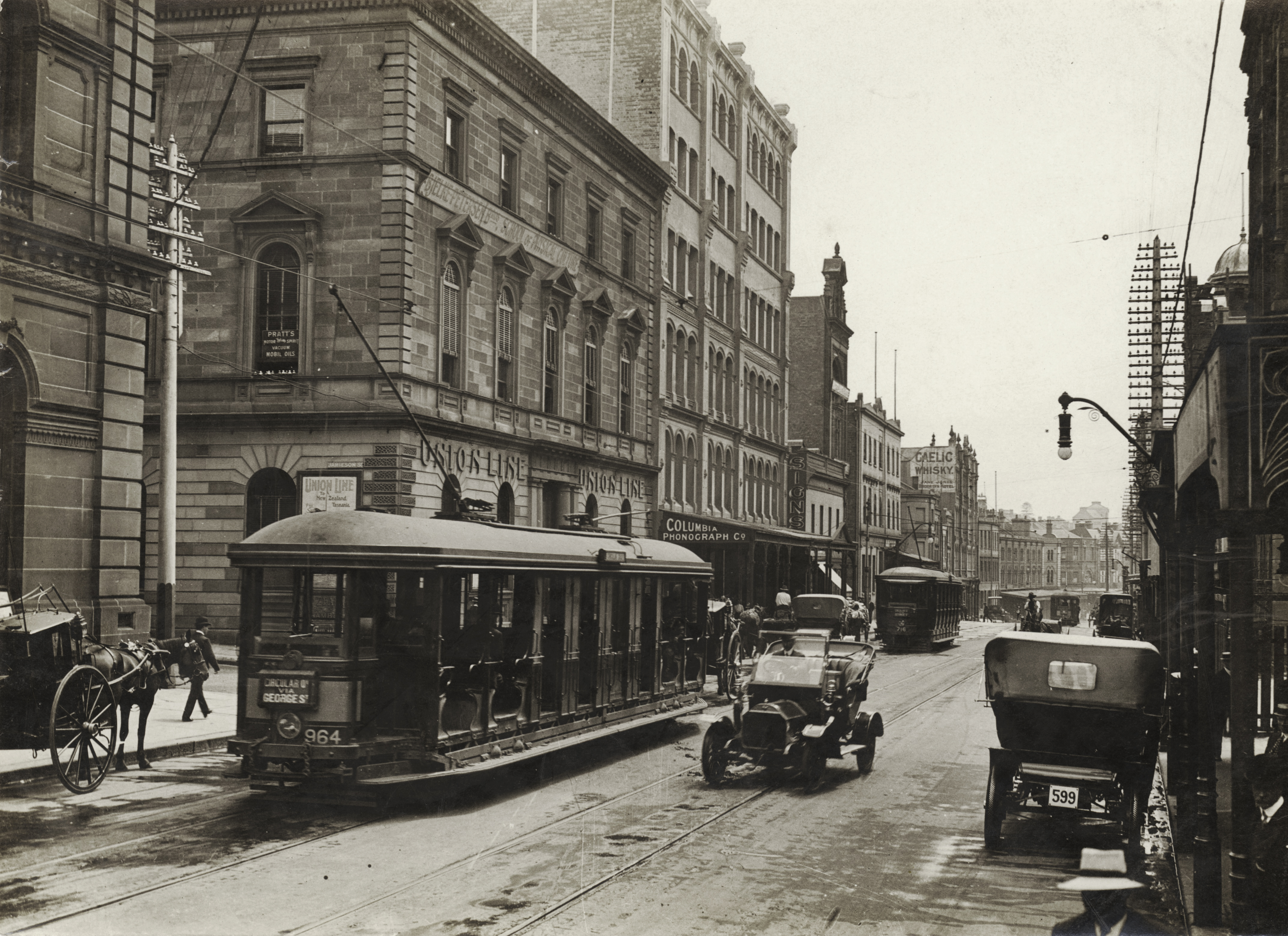
Трамваї на Джордж-стріт, Сідней, близько 1919—1920 років

З 1885 по 1940 рік місто Мельбурн, штат Вікторія, Австралія, експлуатувало одну з найбільших кабельних систем у світі. Там курсувало 592 трамваї, хоча за часів свого розквіту мережа Сіднею була більшою, коли на піку в 1930-х роках працювало близько 1600 трамваїв. У Сіднеї були дві ізольовані кабельні лінії, лінія Північного Сіднея з 1886 по 1900 рік та лінія Кінг-стріт з 1892 по 1905 рік. Трамвайна мережа Сіднея перестала обслуговувати населення міста до 1960-х років, були видалені всі колії. Однак трамвайна мережа Мельбурна продовжує працювати донині.
У Дрездені, Німеччина, в 1901 році запрацювала підвісна канатна дорога. Канатні дороги працювали на пагорбі Хайгейт у північному Лондоні та Кеннінгтоні до пагорба Брікстон у південному Лондоні. Вони також працювали навколо «Верхнього Дугласа» на острові Мен з 1897 по 1929 рік.
Канатні дороги потерпали від високих витрат на інфраструктуру, оскільки під рейками потрібно було забезпечити дорогу систему кабелів, шківів, стаціонарних двигунів та довгих підземних споруд. Вони вимагали фізичної сили та вміння працювати, а також попереджати операторів, щоб уникнути перешкод. Обриви та пошкодження кабелю, які траплялись часто, вимагали повного припинення руху по кабельній трасі під час ремонту кабелю. Через загальний знос всю довжину кабелю (як правило, кілька кілометрів) доводилось змінювати за регулярним графіком. Після розробки надійних трамваїв з електричним приводом у більшості місць швидко замінили дорогі високотехнологічні канатні дороги.
Канатні дороги залишалися особливо ефективними в горбистих містах, оскільки їхні некеровані колеса не втрачали зчеплення, коли вони піднімалися або спускалися по крутому пагорбі. Рухомий трос фізично тягнув машину на пагорб рівномірним темпом, на відміну від малопотужної пари або трамвая, запряженого конем. Ефективність на крутій місцевості частково пояснює виживання канатних доріг у Сан-Франциско.
Канатні дороги Сан-Франциско продовжують виконувати регулярні транспортні функції, крім того, що є визначною туристичною пам'яткою. У Веллінгтоні (Нова Зеландія) також вижила одна кабельна лінія (відновлена в 1979 році як фунікулер, але все ще називається Веллінгтонською канатною дорогою). Дві окремі кабельні лінії зі спільною електростанцією посередині працюють від валлійського міста Лландудно до вершини пагорба Велика Орма в Північному Уельсі, Велика Британія.

## Використання газу
Наприкінці XIX — на початку XX століття у різних частинах світу працювали трамваї на газу, нафтовому газі або вугільному газу. Відомо, що між Альфінгтон і Кліфтон-Хілл у північному передмісті Мельбурна, Австралія, працювали газові трамваї (1886—1888); у Берліні та Дрездені, Німеччина; в Естонії (1920—1930 роки); між Єленею Гурою, Цепліце та Собєшувом у Польщі (з 1897 року); і у Великій Британії в Літам-Сент-Аннес, Ніт (1896—1920), і в Траффорд-Парку, Манчестер (1897—1908).
29 грудня 1886 року мельбурнська газета передрукувала повідомлення з бюлетеня Сан-Франциско про те, що пан Нобл продемонстрував новий «автомобіль» для трамвайних шляхів. Трамвай, подібний за розмірами, формою та місткістю до вагона з кабельною рукояткою, мав рушійну силу газу, яким резервуар повинен заряджатися один раз на день на електростанціях за допомогою гумового шланга. Автомобіль також мав генератор електроенергії для «освітлення трамвая, а також для керування двигуном на крутих класах і для запуску».
Про газові трамваї опубліковано порівняно мало. Однак дослідження на цю тему було проведено для статті в жовтневому виданні «The Times», історичного журналу Австралійської асоціації колекціонерів розкладу, яка зараз є Австралійською асоціацією розкладу.
Трамвайна система, що працює на стисненому природному газі, відкрилася в Малайзії в 2012 році.

## Електричні залізниці

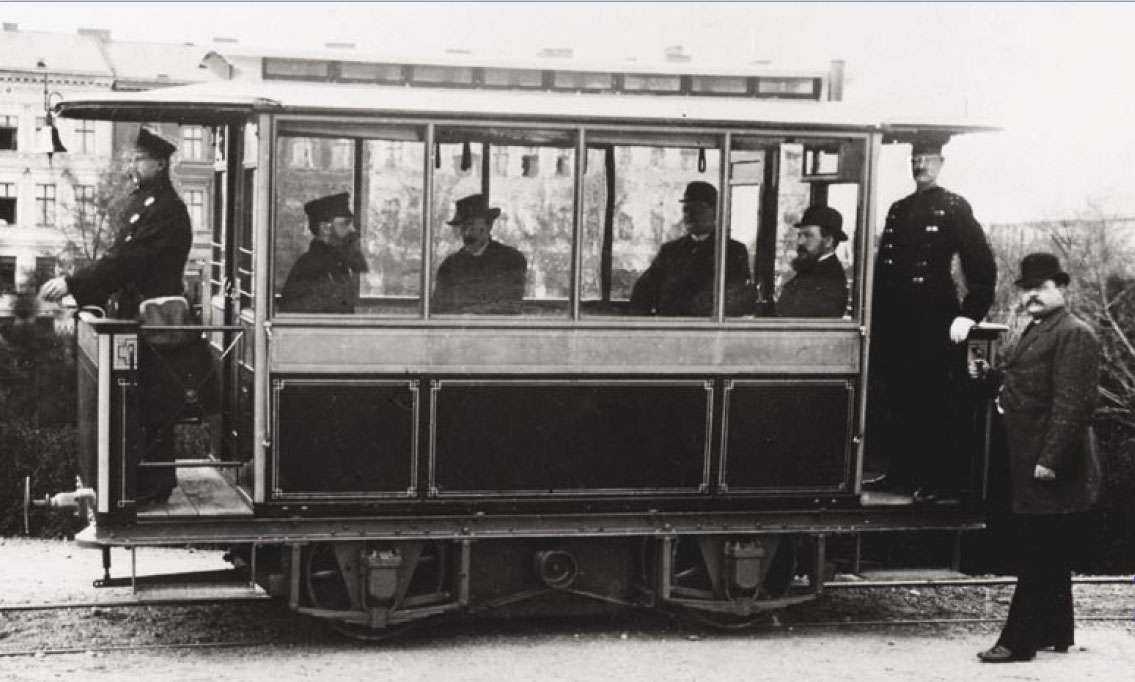
Трамвай «Ліхтерфельде» у Берліні, 1882 рік

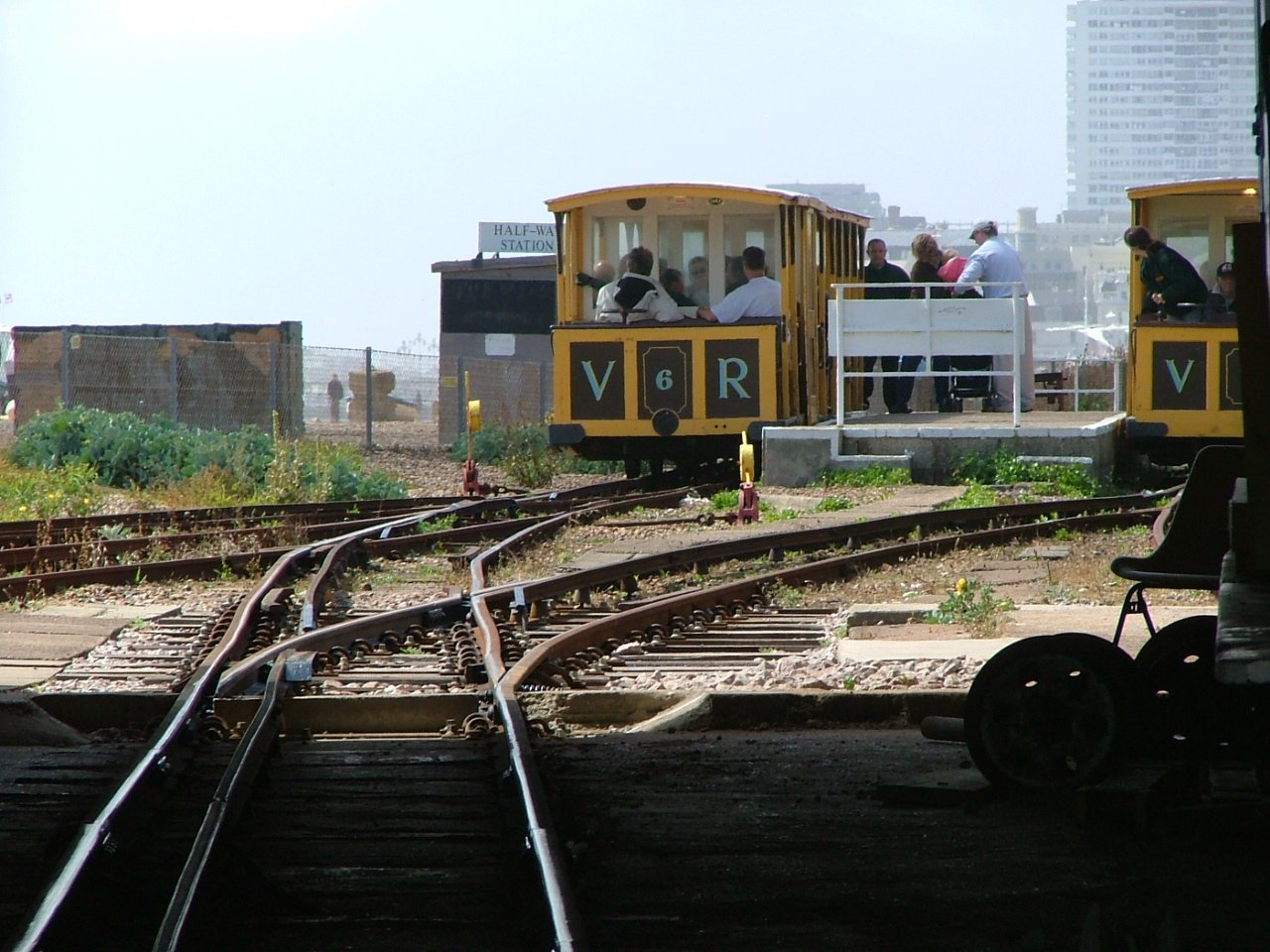
Електрична залізниця Volks, побудована в 1883 році

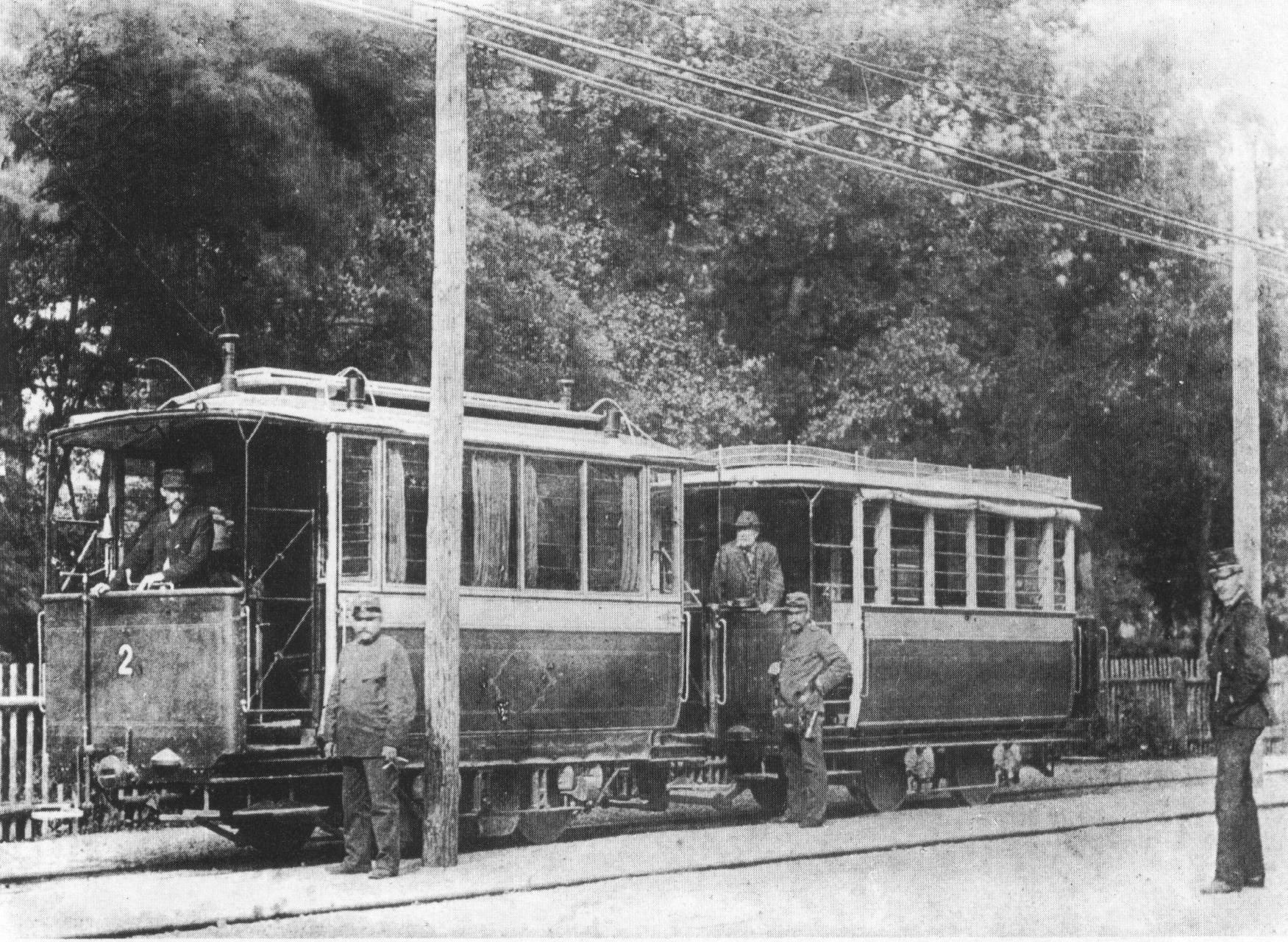
Перший тип трамваїв Модлінга та Гінтербрюля, що живляться біполярною повітряною лінією, 1883 рік

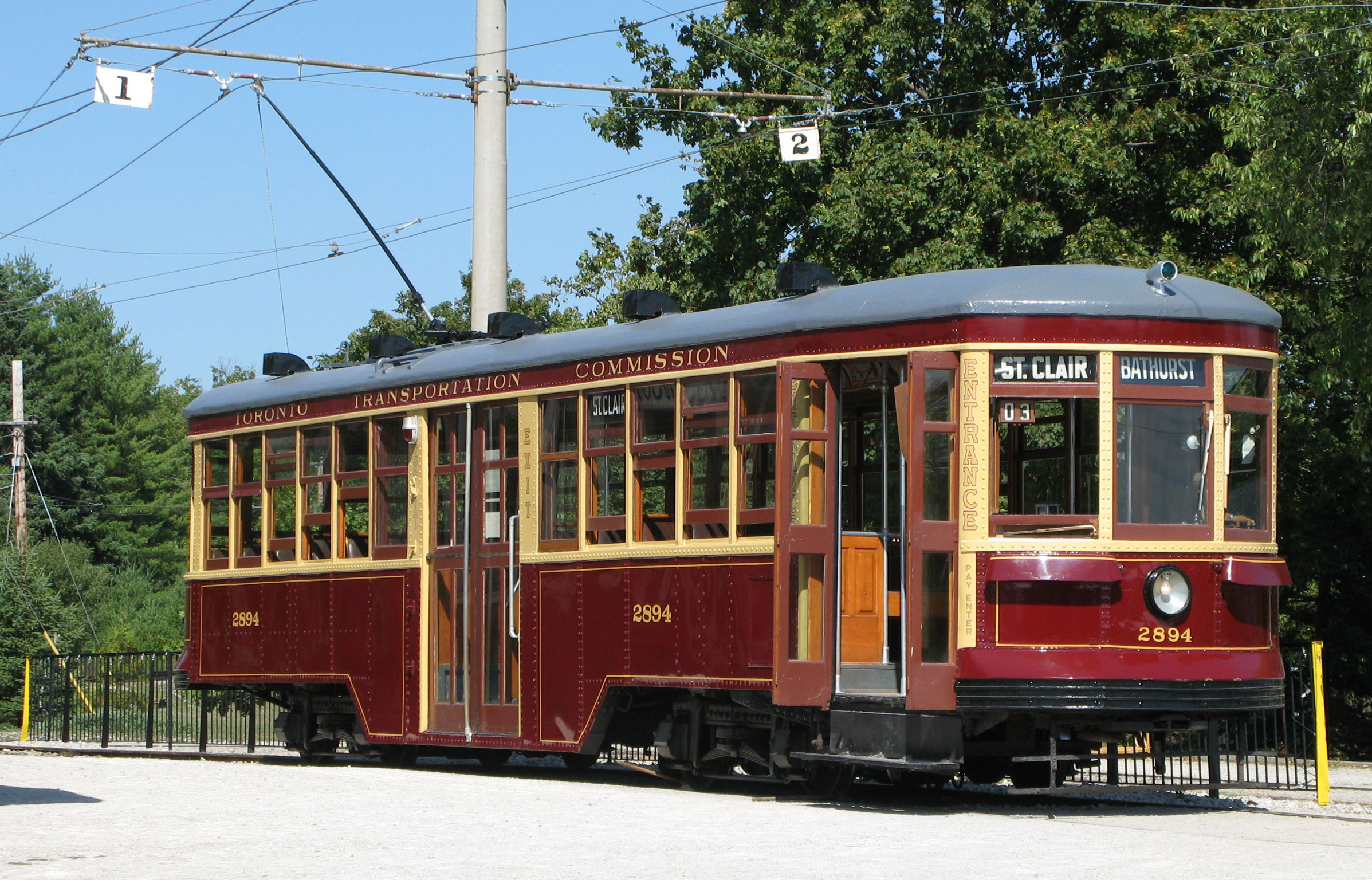
Повністю відреставрований трамвай 1920 року в Торонто

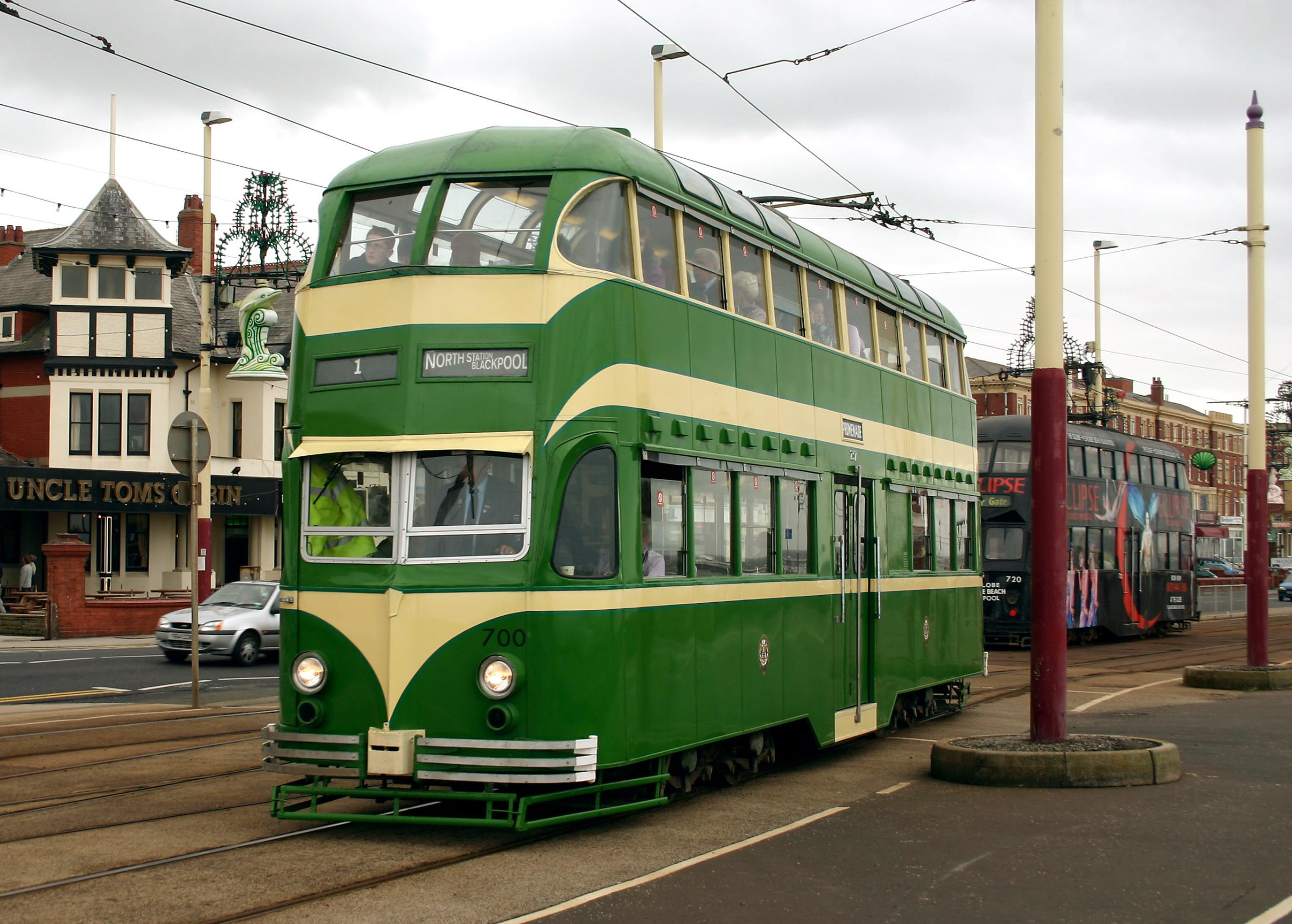
Двоповерховий трамвай у Блекпулі

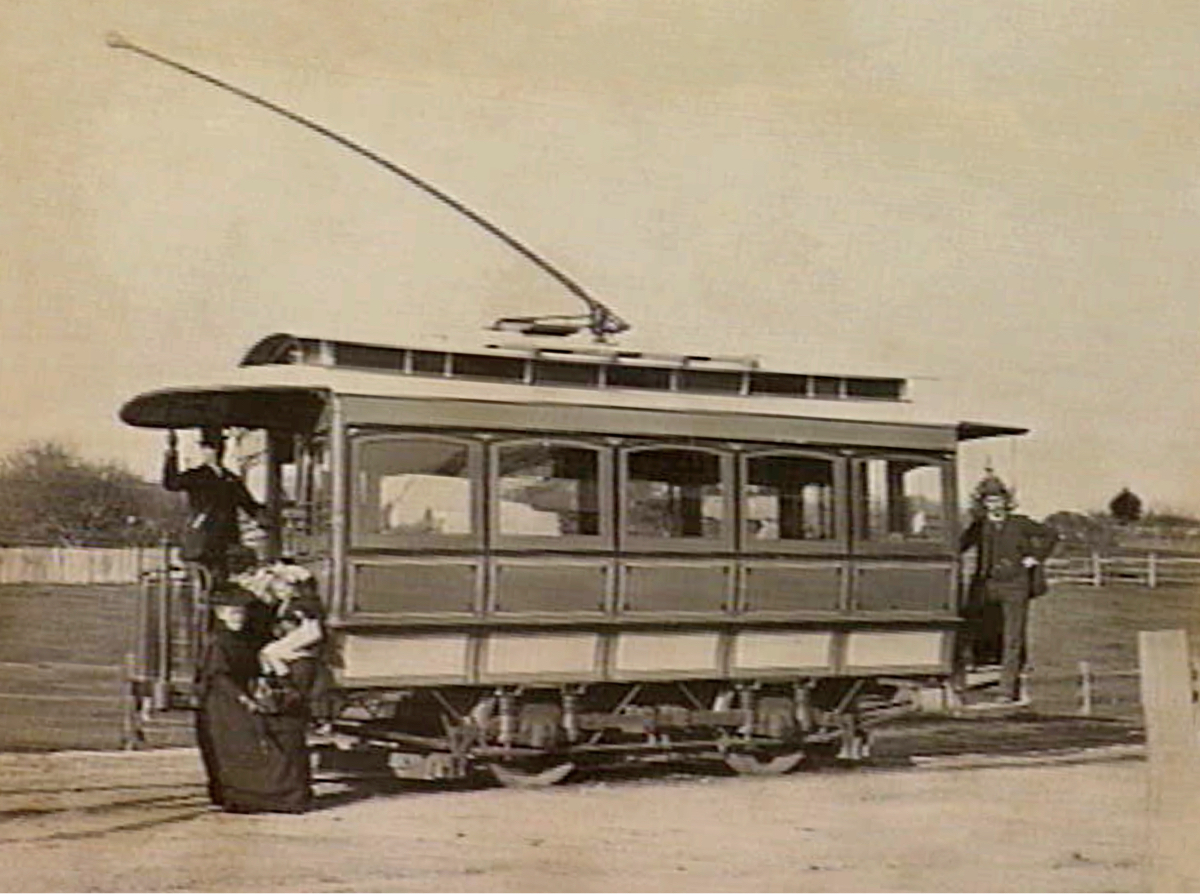
Трамвай «Бокс-Гілл» до Донкастера в Мельбурні, 1890-ті

Перший у світі експериментальний електричний трамвай був побудований українським винахідником Федіром Пиротським поблизу Санкт-Петербурга, Російська імперія, в 1875 році. Перша комерційно успішна лінія електричного трамвая працювала в Ліхтерфельде поблизу Берліна, Німеччина, яка в 1881 році була побудована Вернером фон Сіменсом (див. Берлін Штрасбен).
У Великій Британії електрична залізниця Volk's була відкрита в 1883 році в Брайтоні. Двокілометрова лінія, переорієнтована в 1884 році, залишається в експлуатації донині і є найстарішим діючим електричним трамваєм у світі. Також у 1883 році поблизу Відня в Австрії було відкрито трамвай «Модлінг» та «Гінтербрюль». Це був перший у світі трамвай, який курсував по повітряній лінії зі струмоприймачами пантографа. Блекпулський трамвай був відкритий у Блекпулі, Англія, 29 вересня 1885 року. Ця система все ще працює в модернізованому вигляді.
Найдавнішу трамвайну систему в Канаді створив Джон Джозеф Райт, брат відомого гірничого підприємця Вітакера Райта, у Торонто в 1883 році. У США багатофункціональні експериментальні електричні трамваї були виставлені на Всесвітній виставці 1884 року в Новому Орлеані, але вони не були визнані достатньо хорошими, щоб замінити вогнетривкі двигуни Lamm, які тоді рухали в цьому місті трамвай. Перша комерційна установка електричного трамвая в США була побудована в 1884 році в Клівленді, штат Огайо, і експлуатувалася протягом одного року залізничною компанією East Cleveland Street. Трамваї експлуатувались у Ричмонді, штат Вірджинія, в 1888 році на пасажирській залізниці Річмонд Юніон, побудованій Френком Дж. Спраг. Після вдосконалення системи накладних візків на трамваях для збору електроенергії з наземних проводів Франком Дж. Спрейгом, електричні трамвайні системи були швидко впроваджені у всьому світі.
Старі установки виявилися складними або ненадійними.
Сідні Хоу Шорт спроектував і вперше запропонував «використовувати трубопровідну систему прихованої подачі», тим самим усунувши необхідність підвісного дроту, вагонів та залізниць.    Тоді як в Університеті Денвера він провів важливі експерименти, які встановили, що вагони з декількома агрегатами є кращим способом керувати поїздами та вагонами.  
Сараєво побудувало загальноміську систему електричних трамваїв у 1885 році. Будапешт створив свою трамвайну систему в 1887 році, і її кільцева лінія стала найбільш завантаженою трамвайною лінією в Європі, трамвай курсує кожні 60 секунд у годину пік. Трамваї Бухареста і Белграда регулярно курсували з 1894 року. Любляна представила свою трамвайну систему в 1901 році.
Першим електричним трамваєм в Австралії була система, продемонстрована на виставці в Мельбурні у 1888 році; згодом це було встановлено як комерційне підприємство, що діяло між зовнішніми передмістями Мельбурна Бокс-Хілл та Донкастер з 1889 по 1896 рік. Крім того, електричні системи були побудовані в Аделаїді, Баллараті, Бендіго, Брисбені, Фрімантлі, Джилонгу, Хобарті, Калгурлі, Лонсестоні, Леонорі, Ньюкаслі, Перті та Сіднеї. До 1970-х років єдиною трамвайною системою, що залишилася в Австралії, була трамвайна система Мельбурна, крім кількох окремих ліній, що залишилися в інших місцях: трамвайна лінія Гленелг, що з'єднує Аделаїду з приморським передмістям Гленелг, та туристичні трамваї у містах Вікторіан Голдфілдс Балларат та Бендіго. За останні роки система Мельбурна, загалом визнана однією з найбільших у світі, була значно модернізована та розширена. Лінія Аделаїди також була розширена до Розважального центру, і планується подальше розширення.
В Японії, Кіото, електрична залізниця була першою трамвайною системою, починаючи з 1895 року. У 1932 році мережа зросла до 82 залізничних компаній у 65 містах, загальна довжина мережі — 1,479 км (0,919 миля). До 1960-х трамвай загалом вимер у Японії.
У 2000-х роках дві компанії представили конструкції без контактної мережі. Лінія Alstom Citadis використовує третю рейку, а Bombardier's Primove LRV заряджається безконтактними індукційними плитами, вбудованими в колію.

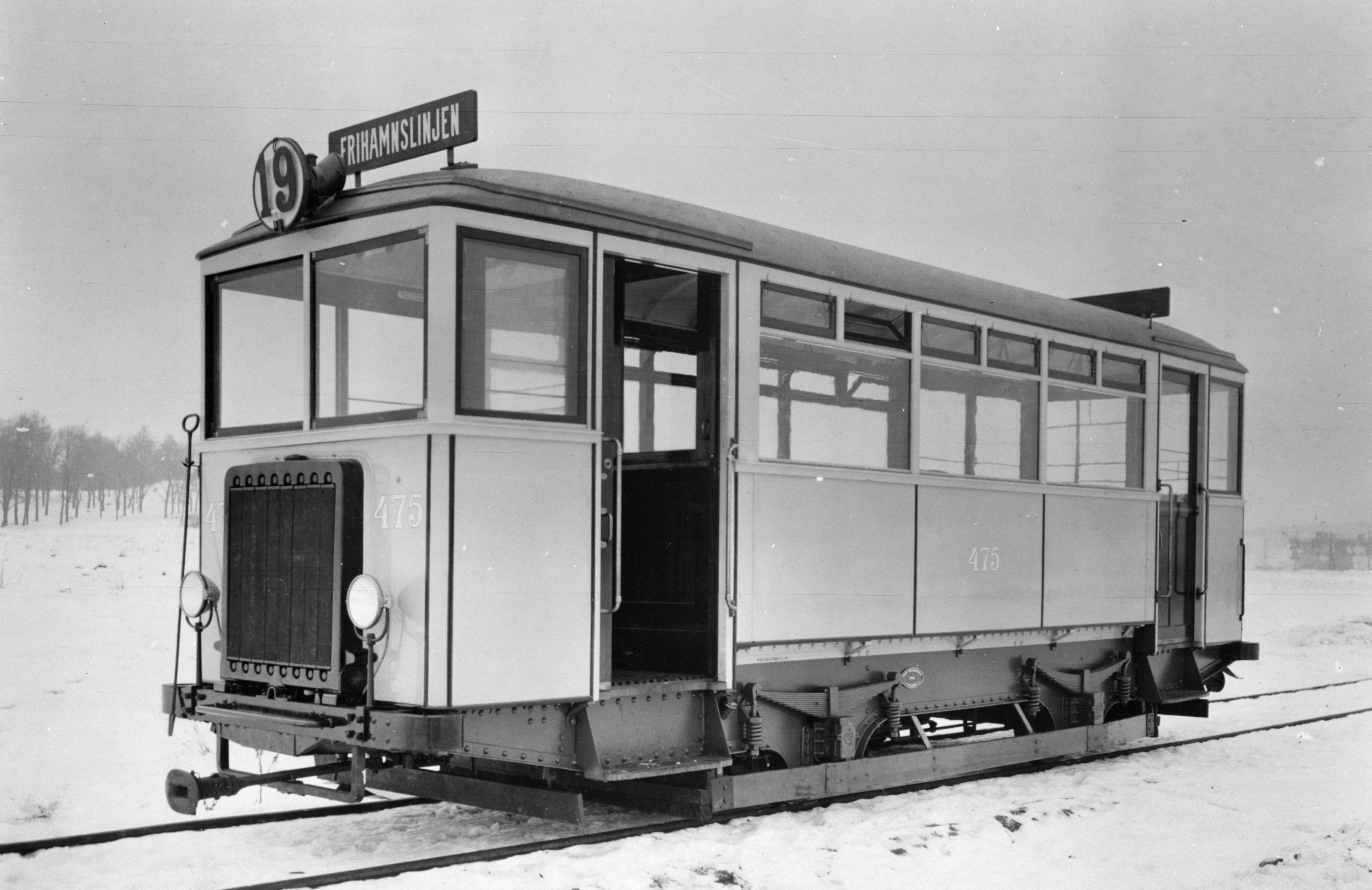
Єдиний бензиновий трамвай Stockholms Spårvägar, лінія 19 у 1920-х

У березні 2015 року Китайська південно-залізнична корпорація (КСВ) продемонструвала перший у світі трамвай на водневих паливних елементах на заводі в Циндао. Головний інженер дочірньої компанії з КСВ CRRC Циндао Сіфанг Лян Цзяньінь заявив, що компанія вивчає, як зменшити експлуатаційні витрати на трамвай.

## Відродження

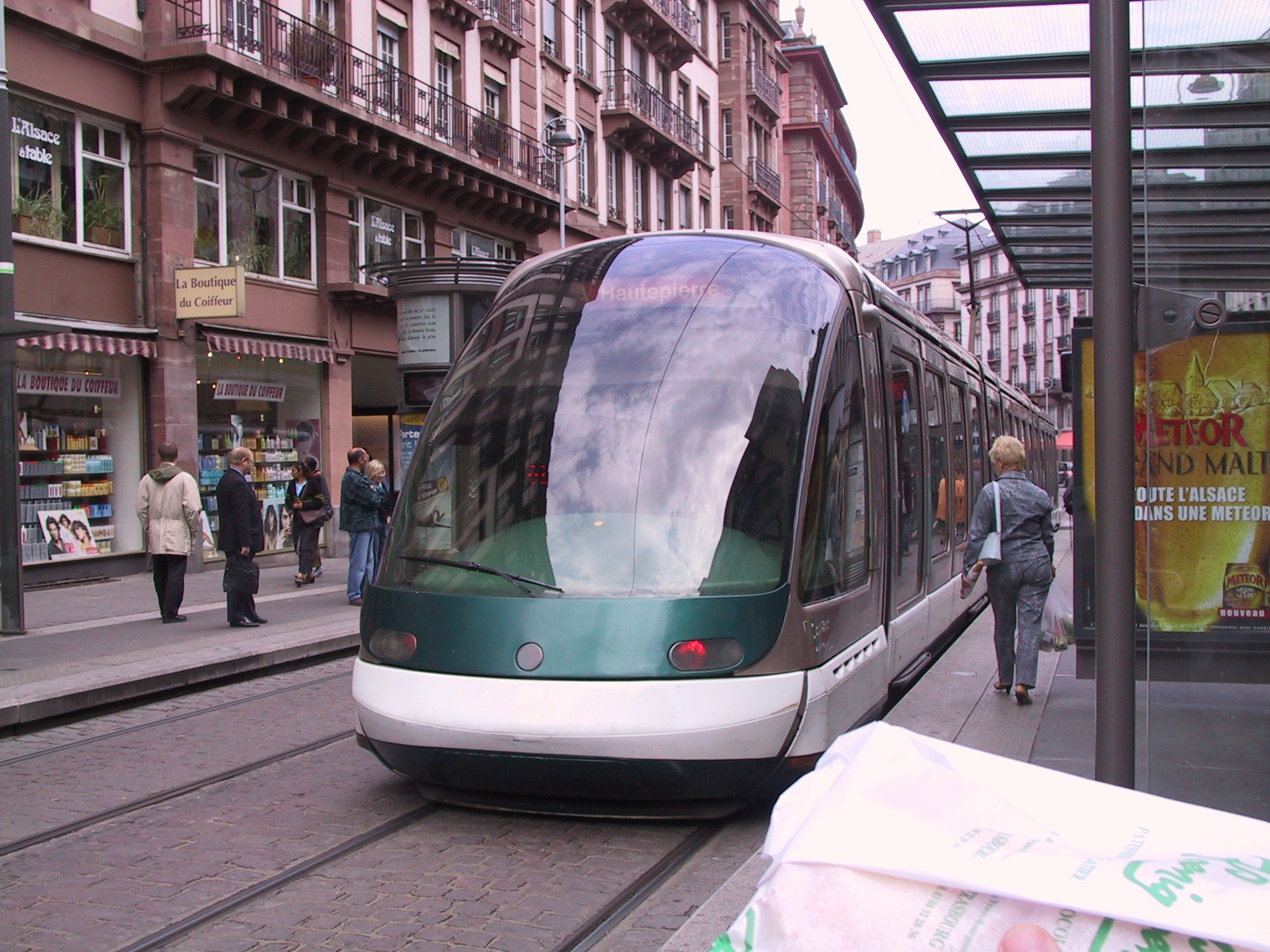
Трамвай у Страсбурзі, 2004 рік

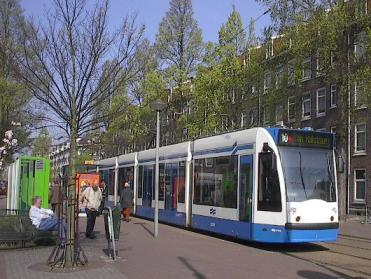
Трамвай Siemens Combino в Амстердамі, 2004 рік

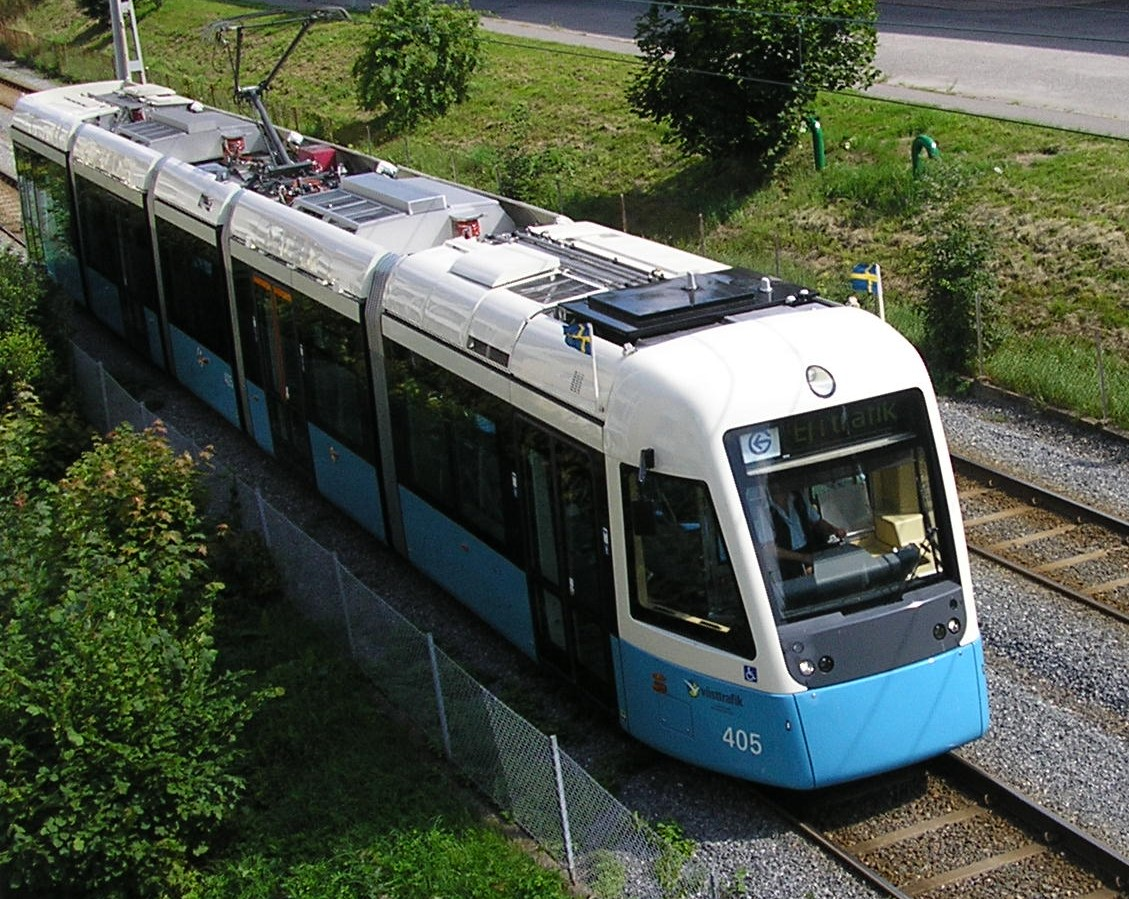
Італійський виробник трамвая Sirio у Гетеборзі, 2006 рік

Пріоритет, який відводився особистим транспортним засобам, особливо автомобілю, призвів до втрати якості життя, особливо у великих містах, де смог, затори на дорогах, шумове забруднення та паркування стали проблематичними. Визнаючи це, деякі органи влади вважали за потрібне переглянути свою транспортну політику. Метрополітен вимагав значних інвестицій та створював проблеми з точки зору підземних просторів, що вимагали постійної безпеки. Для метро інвестиції були переважно в підземне будівництво, що було неможливо для деяких міст (через підземні запаси води, археологічні рештки тощо). Таким чином, будівництво метрополітену не було універсальним рішенням.
Переваги трамвая знову стали помітними. Наприкінці 1970-х років деякі уряди вивчали, а потім будували нові трамвайні лінії. У Німеччині Stadtbahnwagen B був сучасним гібридним трамваєм (або трамваєм-поїздом), побудованим для руху на важких залізничних коліях. Відродження легкої залізниці в Північній Америці розпочалося в 1978 році, коли канадське місто Едмонтон прийняло німецьку систему Siemens-Duewag U2, а через три роки це зробили Калгарі та Сан-Дієго.

### 1980-ті та 1990-ті
Британія почала замінювати свої занедбані місцеві залізниці легкими залізницями в 1980-х роках, починаючи з метро Tyne & Wear в Тайнсайді, а потім до Лондонської легкої залізниці Docklands. Тенденція до легких залізниць у Великій Британії міцно утвердилася завдяки успіху системи Manchester Metrolink та Sheffield Supertram у 1992 році, за нею слідували метро Midland у Бірмінгемі у 1999 році та Tramlink у Лондоні у 2000 році.
У Франції Нант і Гренобль лідирували з точки зору сучасного трамвая, а нові системи були відкриті в 1985 і 1988 роках. У 1994 році Страсбург відкрив систему з новими британськими побудованими трамваями.
Чудовим прикладом зміни в ідеології є місто Мюнхен, яке за кілька років до літніх Олімпійських ігор 1972 року почало замінювати свою трамвайну мережу. Було закуплено новий рухомий склад та модернізовано систему, а нову лінію запропоновано у 2003 році. У Берліні в 1990 році був представлений трамвай ADtranz з низькою підлогою. Західний Берлін зупинив свої трамваї в 1960-х роках, але Східний змінив попереднє рішення закрити трамвайну мережу, і нові лінії прокладено до західної частини Берліна після возз'єднання.

### XXI століття
Літні Олімпійські ігри 2004 року спричинили перепланування трамваїв як частини Афінської системи масового транспорту. Трамвайні шляхи в Афінах інтегровані з відродженою системою Афінського метро, а також автобусами, тролейбусами та приміськими поїздами.
У Мельбурні, Австралія, і без того розгалужена трамвайна система продовжує розширюватися. У 2004 році лінія Мон-Альберта була продовжена на кілька кілометрів до Бокс-Хілл, тоді як у 2005 році лінія Бервуд-Схід була продовжена на кілька кілометрів до Південного Вермонта. У Сіднеї трамваї повернулися у вигляді легкої залізниці з відкриттям лінії внутрішньої західної легкої залізниці в 1997 році, яка отримала продовження і тепер охоплює 7,2 миля (11,6 км).
У 2009 році в Празі була представлена Škoda 15 T, перший у світі повністю низькопідлоговий трамвай із шарнірними візками.
У Шотландії Единбург відновив свою трамвайну мережу 31 травня 2014 року після затримки розвитку, яка розпочалася в 2008 році. Раніше в Единбурзі була розгалужена трамвайна мережа, яку почали закривати в 1950-х. Нова мережа значно менша, 8,7 милі, порівняно з попередньою трамвайною мережею, 47,25 милі.

## Сучасний розвиток
Багато мереж закривалися протягом повоєнних десятиліть, рухомий склад на інших системах продовжував розвиватися, включаючи багатовагонні поїзди (або шарнірні трамваї) з подвійними конструкціями та автоматичними системами управління, що дозволяє одному машиністу обслуговувати більше пасажирів. Комфорт пасажирів та водія покращився завдяки сидінням та підігріву кабіни.
Відродження трамваїв наприкінці XX та на початку XXI століття спричинило розвиток нових технологій, таких як автоматичне керування поїздами без машиністів у трамваях у Потсдамі, трамваї з низькою підлогою та рекуперативне гальмування.